# Metus Mortis
Metus Mortis és el quart àlbum d'estudi pel grup alemany de metal Brainstorm, publicat el 2001.

## Llista de cançons
Totes les cançons són escrites i arranjades per Brainstorm.

Tota la lírica per Andy B. Franck.
1. Metus Mortis – 1:06
2. Blind Suffering – 4:24
3. Shadowland – 3:51
4. Checkmate in Red – 4:29
5. Hollow Hideaway – 4:25
6. Weakness Sows Its Seed – 5:45
7. Into the Never – 4:23
8. Under Lights – 6:05
9. Cycles – 4:28
10. Behind – 4:26
11. Meet Me in the Dark – 3:11
12. Strength of Will – 3:43

Cançons extra:
1. Face Down - 5:42 (versió Digipack)
2. Don't Wait for Me - 4:15 (cançó oculta en la versió digipack)
3. E.O.C. (Cross God's Face) - 3:56 (cançó extra japonesa)

## Formació
- Andy B. Franck - Cantant
- Torsten Ihlenfeld - Guitarra & Veu de fons
- Milan Loncaric - Guitarra & Veu de fons
- Andreas Mailänder - Baix
- Dieter Bernert - Bateria

Músics addicionals:
- Michael Rodenberger - Teclat

Font d'informació:Web Oficial de Brainstorm